# Pina Bottin
Pina Bottin (Padova, 17 marzo 1933 – Padova, 1º agosto 2024) è stata un'attrice italiana.

## Biografia
Dotata di una bellezza semplice, fu una star del cinema italiano negli anni '50; interpretò spesso il ruolo della ragazza di borgata con accento romanesco, come nei film Un eroe dei nostri tempi, o quello della giovane cameriera con un accento veneto, come nei film Il seduttore, entrambi con Alberto Sordi, col quale lavorò anche ne Lo scapolo.

## Filmografia

### Cinema

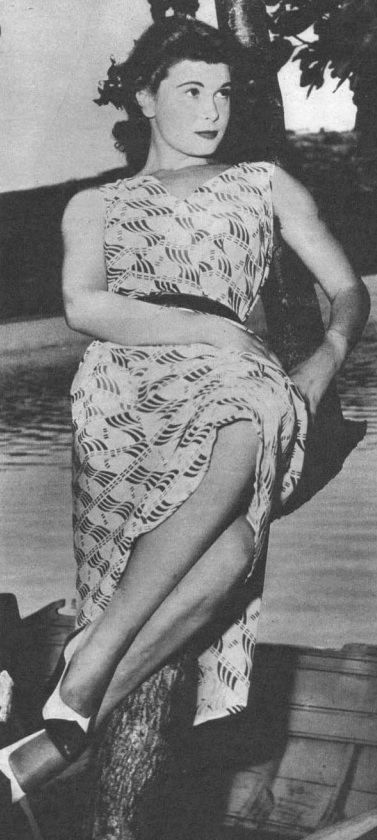
Pina Bottin durante una pausa di lavorazione del film Il sole negli occhi (1953)

- Il sole negli occhi, regia di Antonio Pietrangeli (1953)
- La passeggiata, regia di Renato Rascel (1953)
- Mizar (Sabotaggio in mare), regia di Francesco De Robertis (1954)
- Il matrimonio, regia di Antonio Petrucci (1954)
- Il seduttore, regia di Franco Rossi (1954)
- Lo scapolo, regia di Antonio Pietrangeli (1955)
- Tua per la vita, regia di Sergio Grieco (1955)
- Un eroe dei nostri tempi, regia di Mario Monicelli (1955)
- Buonanotte... avvocato!, regia di Giorgio Bianchi (1955)
- Da qui all'eredità, regia di Riccardo Freda (1955)
- Mi permette, babbo!, regia di Mario Bonnard (1956)
- Cantando sotto le stelle, regia di Marino Girolami (1956)
- L'intrusa, regia di Raffaello Matarazzo (1956)
- La ragazza di piazza San Pietro, regia di Piero Costa (1958)
- La maja desnuda, regia di Henry Koster e Mario Russo (1958)
- Gagliardi e pupe, regia di Roberto Bianchi Montero (1958)
- Il pirata dello sparviero nero, regia di Sergio Grieco (1958)
- Sergente d'ispezione, regia di Roberto Savarese (1959)
- Annibale, regia di Carlo Ludovico Bragaglia e Edgar G. Ulmer (1959)
- Roulotte e roulette, regia di Turi Vasile (1959)

## Doppiatrici
- Dhia Cristiani in La ragazza di piazza San Pietro, L'intrusa
- Franca Dominici in Il sole negli occhi
- Adriana Parrella in Lo scapolo
- Maria Pia Di Meo in Tua per la vita
- Fiorella Betti in Annibale

## Televisione
Partecipò a numerose edizioni della rubrica pubblicitaria televisiva Carosello: nel 1957 per il Sunil della Lever-Gibbs, insieme a Nino Besozzi, Fanny Marchiò, Ferruccio Amendola e Munaretto; nel 1959 per l'Amaro Medicinale Giuliani, insieme a Gianni Cajafa e Fausto Tommei; nel 1961 per la mozzarella Pizzaiola e il formaggino MIO della Locatelli e nel 1964 per il profumo Tabacco d'Harar della Gi. Vi. Emme, insieme a Serena Cantalupi e James Turnbull.